# خانه حنیفه‌زاده ماسوله
خانه آقای رحمان حنیفه زاده ماسوله در شهرستان فومن، شهرک ماسوله واقع شده و این اثر در تاریخ ۲۵ اسفند ۱۳۸۰ با شمارهٔ ثبت ۵۳۶۹ به‌عنوان یکی از آثار ملی ایران به ثبت رسیده است.